# Витторио-Эмануэле (станция метро)
Витторио-Эмануэле — станция линии А римского метрополитена. Открыта в 1980 году.

## Достопримечательности
Вблизи станции расположены:
- Площадь Виктора Эммануила II
- Сады Мецената
- Санта-Мария-Маджоре
- Санта-Кроче-ин-Джерусалемме
- Порта-Маджоре
- Мавзолей Эврисака
- Санта-Прасседе
- Национальный музей восточного искусства

## Наземный транспорт
Автобусы: 105, 360, 590, 649.
Трамвай: 5, 14.